# Bilans obrotów kapitałowych
Bilans obrotów kapitałowych – część bilansu płatniczego składająca się z rachunku kapitałowego i finansowego, która jest zestawieniem wszystkich transakcji zakupu i sprzedaży aktywów zrealizowanych przez sektor prywatny i bank centralny. Obejmuje zagraniczne aktywa lub inwestycje danego kraju za granicą (odpływ kapitału) oraz zagraniczne inwestycje w tym kraju (napływ kapitału). Określany jest również jako zestawienie transakcji, które prowadzą do powstania przyszłych zobowiązań.
Wyróżnia się dwie zasadnicze części bilansu obrotów kapitałowych:
- rachunek kapitałowy;
- rachunek finansowy.